# 一条大橋
一条大橋（いちじょうおおはし）は、札幌市の豊平川にかかる橋。南一条大橋（みなみいちじょうおおはし）と文献に書かれていたり、呼ばれていることがある。

## 概要
札幌市の主要幹線道路である北海道道3号札幌夕張線の橋となっている。

## 歴史
1920年（大正9年）、すすきのにあった遊廓が上白石（1954年から菊水地区名に変更）に移転したが、札幌市街から遊郭へ向かうには上流に架かる豊平橋か下流に架かる東橋まで迂回する必要があった。そこで、1923年（大正12年）に関係住民が木橋（長さ182m、幅9.5m）を架設した。当時の橋の名前は一条橋や南一条橋とも呼ばれていた。1926年（大正15年）に札幌市へ橋を寄付した。
1936年（昭和11年）には洪水により橋の一部が流失。1938年（昭和13年）に札幌市が鋼鉄製の永久橋に架け替え、名称を一条大橋とした。北海道初の鉄筋コンクリートによる橋の工事は岩田組（2007年から岩田地崎建設）が請け負った。総工費13万5,219円。長さ178m、幅9mのゲルバー桁橋であった。
その後、交通量増加に対応するために橋の架け替え工事を始めた。まず、上流側に橋を架設して幅12.5mの対面通行で暫定供用した。その後既存の橋を取り壊し、下流側に同じく幅12.5mの橋を架設して1969年（昭和44年）に完成した。

## 周辺
中央区側の豊平川緑地には、ゲートボール場・少年野球場・テニスコートがある。
| 中央区 - 札幌市民ギャラリー - 札幌市立中央小学校 - 札幌市営地下鉄 東西線 バスセンター前駅 | 白石区 - 札幌市営地下鉄 東西線 菊水駅 - 国立病院機構北海道がんセンター - 勤医協札幌病院 |